# 岩手県庁舎
岩手県庁舎（いわてけんちょうしゃ）は日本の東北地方にある岩手県の政治を司る県庁の入る庁舎である。所在地は盛岡市内丸。

## 概要
1965年（昭和40年）4月30日に完成した。岩手県内はおろか東北地方でも最も高層のビルとして建てられ、落成記念として岩手県旗・県章と岩手県民の歌が制定された。当初は岩手県警察本部も入居していたが、現在は移転している。
知事部局棟は地上12階、屋上棟3階。岩手県議会棟は地上3階。延べ床面積は37,639m2（県議会棟含む）。
現在も、盛岡市屈指のランドマークとなっている。2015年には完成から半世紀を迎えることとなり、外観からも老朽化の色は隠せない。
長らく建て替え、移転等の構想はなかったが、2022年4月22日、達増拓也知事は会見で、今年度内に県庁舎の建て替え準備に着手する方針を示した。

## 施設
- 執務室 - 数課がまとめて1室に入居している（一部を除く）。各部部長は単独の執務室を持つ。
- 行政情報センター - 1階。情報公開窓口。県政に関する書類を閲覧することができる。
- 県民室 - 1階。一般も利用可能であり、県産品の展示会などが行われることがある。
- 知事室 - 3階。副知事室とともに、自動ドアで仕切られた中に位置している。
- 記者クラブ - 3階。県内マスコミの記者が一室に集まっていることから、県政に関わらないものも含め、記者会見の会場となることがある。
- 展望台 - 屋上棟3階。エレベーターは直通していない。現在は高層の建物が市内に増えたため（マリオス、盛岡東警察署など）、展望用施設としての地位は低下、一般利用者は少なくなっている。冬季は閉鎖。
- 県議会棟 - 知事部局棟に隣接、地上3階建て。県庁棟とは連絡通路で結ばれている。なお連絡通路には県議会が所有する図書室がある（県民、職員も利用可）。
- 駐車場 - 一般客は庁舎敷地内に無料で駐車することが出来る（1時間以内）。公用車駐車場は、幹部用の高級車（いわゆる黒塗り）など一部は県議会棟1階。一般職員用公用車の駐車場は北山地区にある。
- 食堂 - 地下1階。岩手県庁生協が運営。
- 杜陵信用組合 - 地下1階に本部を置く、主として岩手県職員を対象とした金融機関。
- このほか、1階には郵便局、岩手銀行が入居するほか、北日本銀行、東北銀行、東北労働金庫のATMが1階に置かれている。

## 関連執務機関
- 岩手県教育委員会 - 10階ほか。
- 企業局、医療局は別棟に入居している。

## アクセス
- JR、IGRいわて銀河鉄道盛岡駅東口6番のりばよりバス利用。
  - 盛岡バスセンター行で約10分、｢県庁・市役所前｣下車。徒歩1分。